# فرنسيس لوران
فرنسيس لوران (بالفرنسية: Francis Laurent)‏ (2 يناير 1986 باريس فرنسا - ) هو لاعب كرة قدم فرنسي يلعب كمهاجم.

## وصلات خارجية
فرنسيس لوران على موقع قاعدة بيانات كرة القدم.إي يو (الإنجليزية)
- فرنسيس لوران على موقع Soccerbase.com (لاعب) (الإنجليزية)
- فرنسيس لوران على موقع عالم كرة القدم.نت (الإنجليزية)